# Marcus Nilsson
Marcus Nilsson (Torup, 7 ottobre 1982) è un pallavolista svedese.
Gioca nel ruolo di opposto nel Hylte/Halmstad.

## Palmarès

### Club
- Campionato francese: 1

2005-06
- Campionato greco: 2

2006-07, 2007-08
- Supercoppa greca: 2

2007, 2008
- Coppa della Siberia e dell'Estremo Oriente: 1

2012
- Champions League: 1

2012-13

### Premi individuali
- 2005 - A1 Ethnikī: MVP
- 2005 - A1 Ethnikī: Miglior realizzatore
- 2005 - A1 Ethnikī: Miglior attaccante
- 2006 - Coppa CEV: Miglior servizio
- 2006 - Coppa CEV: Premio Fair play
- 2008 - A1 Ethnikī: MVP
- 2008 - A1 Ethnikī: Miglior realizzatore
- 2013 - Champions League: MVP
- 2013 - Champions League: Miglior realizzatore